# Óscar Leblanc
Óscar Leblanc Labayen (* unbekannt; † 16. März 1967 in Madrid) war ein spanischer Radrennfahrer und nationaler Meister im Radsport.

## Sportliche Laufbahn
Leblanc war von 1912 bis 1926 als Berufsfahrer aktiv. 1913 siegte er im Etappenrennen San Sebastian–Madrid. Er gewann zwei Etappen der Rundfahrt. Die nationale Meisterschaft im Straßenrennen gewann er 1914 vor Antonio Crespo. 1916 wurde er Vize-Meister hinter José Manchón.
Im Bahnradsport gewann er 1916 den nationalen Titel im Sprint.
Anfang der 1920er Jahre betrieb er Motorsport.